# Otto Schmiedeknecht

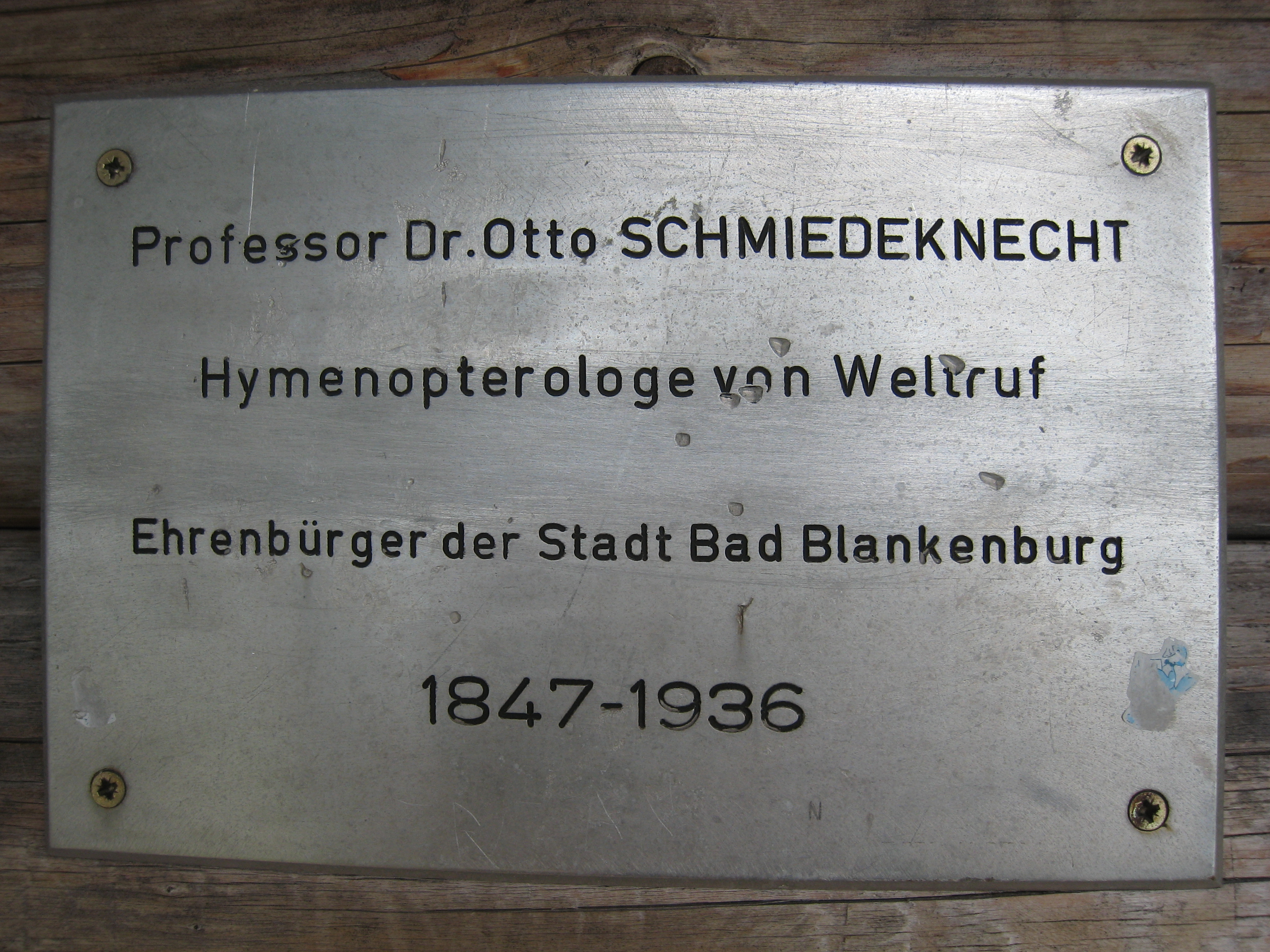
Gedenktafel am Aussichtspunkt Kesselwarte (über Bad Blankenburg in nördlicher Richtung)

Otto Schmiedeknecht  (* 8. September 1847 in Blankenburg; † 11. Februar 1936 in Bad Blankenburg) war ein deutscher Entomologe, spezialisiert auf Hautflügler (Hymenoptera), besonders Schlupfwespen.

## Leben
Sein Vater Johann Friedrich Schmiedeknecht war Schulrektor in Bad Blankenburg und nahm ihn auf naturkundliche Exkursionen mit. Nach der Versetzung des Vaters wuchs er in Stadtilm auf und ging auf das Gymnasium in  Rudolstadt. Er studierte ab 1868 in Göttingen Naturwissenschaften und neuere Sprachen, unterbrochen vom Wehrdienst als Freiwilliger im Deutsch-Französischen Krieg. Nach dem Studium war er Lehrer an der Lehr- und Erziehungsanstalt Gumperda bei Kahla. Hier begann er sich wissenschaftlich mit Hautflüglern zu befassen. 1877 wurde er  in Jena bei Ernst Haeckel mit einer Dissertation über Hummeln (Bombus) promoviert. 1878 heiratete er und 1888 zog er nach Blankenburg, wo er vom Verkauf von Insekten lebte. Ab 1903 war er Kustos am Fürstlichen Naturalienkabinett in Rudolstadt (heute Naturkundemuseum Heidecksburg) als Nachfolger seines Freundes Julius Speerschneider. Im selben Jahr erhielt er von Fürst Günther von Schwarzburg-Rudolstadt den Professorentitel.
Er unternahm Sammelreisen unter anderem im Mittelmeerraum, den Nahen Osten (Ägypten und Palästina 1890 mit anderen Entomologen) und Nordafrika, zum Beispiel auf die Balearen und die Insel Zante (auf Einladung von Erzherzog Ludwig Salvator von Österreich), und 1902/3 nach Java.
Sein Hauptwerk ist eine Monographie über Schlupfwespen, die er 1902 bis 1927 mit Hilfe des Preußischen Landwirtschaftsministeriums im Eigenverlag herausgab. Sie umfasst 45 Hefte mit 5516 Seiten.
1927 wurde er Ehrenbürger von Blankenburg. 1880 war er Gründungsmitglied des Thüringer Entomologenvereins und war lange dessen Vorsitzender. Er war Ehrenmitglied der Deutschen Entomologischen Gesellschaft und des Thüringerwald-Vereins.
Ein Teil seiner Sammlung kaufte 1918/19 das Naturkundemuseum Rudolstadt. Es gibt im Stadtmuseum in Blankenburg Ausstellungsstücke zu ihm. Die 1989 am Drei-Städte-Weg errichtete Kesselwarte ist Schmiedeknecht gewidmet.

## Schriften
- Apidae europaeae (Die Bienen Europas) per genera, species et varietates dispositae atque descriptae, Berlin 1882 bis 1884, Biodiversity Library
- Opuscula Ichneumonologica, Blankenburg in Thüringen, 45 Hefte, 1902 bis 1936
- Die Hymenopteren Mitteleuropas nach ihren Gattungen und zum grossen Teil auch nach ihren Arten analytisch bearbeitet, Jena: Gustav Fischer 1907, Neuauflage 1930
- Die Wirbeltiere Europa`s mit Berücksichtigung der Faunen von Vorderasien und Nordafrika, Jena: G. Fischer 1906
- Die Schlupfwespen (Ichneumonidae) Mitteleuropas, insbesondere Deutschlands. In: Christoph Schröder, Die Insekten Mitteleuropas, Franckh’sche Verlagshandlung, Stuttgart, 1914, S. 113–170.

Er schrieb auch den Abschnitt Flora und Fauna in Junk`s Naturführer Thüringen (1927) und lieferte Beiträge zu Genera Insectorum von  Philogène Wytsman (Brüssel 1909).